# Cantorverzameling
De cantorverzameling, genoemd  naar de Duitse wiskundige Georg Cantor, is een deelverzameling van de reële getallen die volgens de maattheorie maat 0 heeft, maar toch dezelfde kardinaliteit heeft als de reële getallen. De precieze vorm staat hieronder beschreven.
Naar analogie van de hieronder beschreven cantorverzameling noemt men soortgelijke verzamelingen ook cantorverzamelingen.
De cantorverzameling is ook een zeer eenvoudige fractal.

## Definitie

De eerste zeven stappen van de constructie van de cantorverzameling

De cantorverzameling, in verband met het gegeneraliseerde begrip ook 'middelste-derde Cantorverzameling' genoemd, wordt geconstrueerd door, uitgaande van het interval [0,1], telkens het middelste derde deel van een interval uit te snijden. 
Er zijn meerdere karakteriseringen mogelijk, die alle equivalent zijn:
- De eerste is een intuïtieve, constructieve. Neem het interval {\displaystyle [0,1]} en knip daar het middelste derde {\displaystyle ({\tfrac {1}{3}},\,{\tfrac {2}{3}})} uit weg. Er blijven twee intervallen over: {\displaystyle [0,\,{\tfrac {1}{3}}]} en {\displaystyle [{\tfrac {2}{3}},\,1]}.  Uit elk van deze twee intervallen knippen we weer het middelste deel weg. Als we dat nu oneindig veel keer doen, vinden we als limiet de cantorverzameling.

- Een tweede karakterisering maakt gebruik van het 3-tallig stelsel. De cantorverzameling bevat de getallen uit het interval [0,1] die in het 3-tallig stelsel geschreven kunnen worden zonder 1'en erin. Zo zit het getal {\displaystyle {\tfrac {1}{3}}} in de cantorverzameling want in het 3-tallig stelsel kan dat geschreven worden als 0,1, maar ook als 0,0222...  Zo zit ook {\displaystyle {\tfrac {8}{9}}} er in want in het 3-tallig stelsel kan dat als 0,22 geschreven worden. Het getal {\displaystyle {\tfrac {1}{2}}} zit niet in de cantorverzameling, want dat is in het 3-tallig stelsel 0,111... en laat geen schrijfwijze zonder 1-en toe.

- Een derde karakterisering is meer formeel. De cantorverzameling is de attractor van het IFS (iterated function system) dat bestaat uit de afbeeldingen {\displaystyle f} en {\displaystyle g} die als volgt gedefinieerd zijn:

{\displaystyle f:\mathbb {R} \to \mathbb {R} :x\mapsto {\tfrac {1}{3}}x}
{\displaystyle g:\mathbb {R} \to \mathbb {R} :x\mapsto {\tfrac {1}{3}}x+{\tfrac {2}{3}}}
Dit IFS beschrijft mooi dat de cantorverzameling een zelfgelijkende verzameling is.

## Eigenschappen
- De cantorverzameling heeft een totale lengte gelijk aan 0. Telkens wanneer we bij de constructie van de cantorverzameling het middelste weghalen uit elk interval, verkleinen we de totale lengte met een factor twee derde.  Meer formeel zegt men dat de cantorverzameling lebesgue-maat 0 heeft.
- De cantorverzameling heeft dezelfde kardinaliteit als het interval [0,1] en dus als de verzameling van de reële getallen.
- De cantorverzameling is gesloten, de grootste samenhangende deelverzameling is een punt, en voor ieder element in de cantorverzameling is er willekeurig dichtbij nog een element in de verzameling. Op deze eigenschap is de definitie voor een algemene cantorverzameling gebaseerd.